# Apodochondria
Apodochondria is een geslacht van eenoogkreeftjes uit de familie van de Chondracanthidae. De wetenschappelijke naam is voor het eerst geldig gepubliceerd in 1988 door Ho & Dojiri.

## Soorten
- Apodochondria medusae (Ho & Dojiri, 1988)